# Crosby Ravensworth
Crosby Ravensworth est un village d'Angleterre dans le district d'Eden en Cumbria.
Il est situé à environ 6,4 km à l'est de l'autoroute M6 et de Shap. 
Lors du recensement de 2001, la paroisse avait une population de 538 habitants, diminuant à 517 au recensement de 2011.

## Histoire
Le village conserve des vestiges préhistoriques comprenant des stone circle nommées White Hag. Une paire de cuillères celtiques de La Tène, presque identiques, datant de l'âge du fer y a été trouvée au XIXe siècle. Elle est de nos jours conservée au British Museum de Londres. Les restes d'un fossé entourent Corsby Hall, une ferme du village. Un monument plus récent à Black Dub commémore la visite de Charles II d'Angleterre en 1651. Le site contient également l'un des nombreux sites d'Angleterre appelé Robin Hood's Grave.

## Personnalités
- Edward Thwaites (1671-1711), antiquaire, y est né.
- Thomas Dent (1796-1872), négociant, y est né.